# SMS Panther
Az SMS Panther az Osztrák–Magyar Monarchia Panther-osztályú torpedócirkálója volt az első világháborúban. A testvérhajója az SMS Leopard és az SMS Lacroma (ex-Tiger) volt.
A torpedócirkáló nem keverendő össze az ún. „Párducugrás” révén híressé vált, hasonló nevű (Panther) német ágyúnaszáddal.

## Pályafutása
1884. október 29-én megkezdődött az építése. 1885. június 4-én Ferenc József császár jóváhagyta a nevét. Június 13-án vízrebocsátották. Október 20. első próbaút, melyen 17,54 csomó sebességet ért el. Jóllehet ez megfelelt a várakozásoknak, a hajógyár megkísérelte egy kisebb hajócsavarral de nagyobb fordulatszámmal elérni a 19 csomót, de nem sikerült. Egy számítási hiba miatt túlzottan nagy lett a farmerülése, amit a változtatás során az építők megszüntettek. December 31-én North Shieldsben a Császári és Királyi Haditengerészet átvette a hajót. 1886. január 15-én elindult Triesztbe. Február elején megérkezett a kikötőbe, ahol nagyszámú látogatót fogadtak a fedélzetén. Február 8-án a Tengerészeti Parancsnok megszemlélte a hajót, majd 19 csomó sebességgel Pólába utazott rajta. Február 12-én befutott a kikötőbe, s 14-én felszerelték: eépítették a torpedóvető csöveket és a lövegeket.
1887. május 5. – június 5. között beosztották a Nyári Gyakorló Hajórajhoz. 1888. április 17-én felszerelték és beosztották a fő hajórajhoz. Április 25-én Abbáziába utazott a fedélzetén Stefánia belga királyi hercegnő. Zátonyra futott, majd június 27-én a Cyclops, az Elisabeth és a Kaiser Max segítségével leszabadult. A parancsnokát, gróf Rudolf von Montecuccolit szigorú megrovásban részesítették, és kötelezték a javítási költségek megtérítésére. A Torpedóflottillánál szolgált július elejéig, amikor is leszerelték. 1894-ben a 12 cm/L35-ös lövegeit kicserélték 12 cm/L35-ös gyorstöltő Krupp-lövegre.
1900-ban az oldalsó torpedótermekből kadétkörleteket alakítottak ki, míg a korábbi körletet
kórházként hasznosították. Azután a Nyári Hajórajhoz osztották be. 1907-ben kiszerelték az orr torpedóvető csövét. Megjavították a hajófeneket. Május 1-jétől Triesztben állomásozott. Két utat tett meg Mária Jozefa szász királyi hercegnővel a fedélzetén. 1908-tól 1909. március 27-éig állomáshajó volt Triesztben. Április 23-án leszerelték. Átépítették. Kiszerelték a 12 cm-es lövegeit és az elülső 4,7 cm-es gyorstüzelő lövegét, illetve lezárták a lövegkarzatot. Felszereltek 4 db 7 cm/L45-ös löveget. A hátsó 40 cm-es fényszórót kicserélték 60 cm-es átmérőjűre. 1911–1913 között Triesztben szolgált, mint állomáshajó. 1912. május 15-én segített egy umágói tűzvész eloltásában.
1914. szeptember 9-én a Lovcsen ütegeket lőtte. November 3-án a San Giovanni feletti állásokat lőtte. 1915–16-ban a Cattarói-öbölben állomásozott. 1916 január 8–9-én a Lovcsen állásokat lőtte. Szeptember 8-án a Ljuta melletti állásokat lőtte. Leszerelték az egyik 7 cm-es lövegét, és helyette 1 db egycsövű 7 cm/L45-ös légvédelmi löveggel látták el. 1917. február 4-én kivonták a szolgálatból. Február 15-én leszerelték és a gjenovici Tengeralattjáró Állomás lakóhajója lett.
1918. március 14-én beosztották a Tengeralattjáró Parancsnoki Iskolához. Május 6-án Cattaróból Pólába ment javításra. Május 29-én tengeri kiképzőhajóként állt újból szolgálatba. Július 3-án Buccariból a Cattarói-öbölbe ment. Novemberben onnan Fiumébe hajózott, ahol lefoglalták. 1920-ban Nagy Britannia eladta Olaszországnak, és Messinában lebontották.

## Külső hivatkozások
- Az SMS Panther a Naval History honlapján (angolul)